# Bishop (Géorgie)
Pour les articles homonymes, voir Bishop.
La ville de Bishop est située dans le comté d’Oconee, dans l’État de Géorgie, aux États-Unis. Sa population s’élevait à 224 habitants lors du recensement de 2010, estimée à 266 habitants en 2018.

## Démographie
| 1910 | 1920 | 1930 | 1940 | 1950 | 1960 |
| ---- | ---- | ---- | ---- | ---- | ---- |
| 268  | 300  | 241  | 217  | 253  | 214  |

| 1970 | 1980 | 1990 | 2000 | 2010 | - |
| ---- | ---- | ---- | ---- | ---- | - |
| 235  | 172  | 158  | 146  | 224  | - |

## Source
- (en) Cet article est partiellement ou en totalité issu de l’article de Wikipédia en anglais intitulé « Bishop, Georgia » (voir la liste des auteurs).